# Huge-LQG
Huge-LQG (LQG, large quasar group, duża grupa kwazarów, także U1.27) – struktura lub pseudo-struktura złożona z 73 kwazarów, licząca około 4 miliardy lat świetlnych szerokości i znajdująca się około dziewięć miliardów lat świetlnych od Ziemi.  W momencie jej odkrycia, Huge-LQG została określona jako największa rozmiarowo i najbardziej masywna struktura w widzialnym Wszechświecie.
Obecnie za największą znaną strukturę uważa się odkrytą w 2013 Wielką Ścianę w Herkulesie-Koronie Północnej, kwestionowane jest także samo istnienie struktury Huge-LQG – według niektórych badań kwazary, które rzekomo składają się na Huge-LQG wcale nie tworzą spójnej struktury.

## Nazwa
„LQG” to akronim z języka angielskiego large quasar group (duża grupa kwazarów), „Huge” to przymiotnik oznaczający „ogromny”, „potężny”. Druga używana nazwa, U1.27, odnosi się do odległości od Ziemi, w której znajduje się rzekoma struktura – jej średnie przesunięcie ku czerwieni wynosi z=1,27.

## Odkrycie
Huge-LQG zostało odkryte w 2012 przez Rogera G. Clowesa i jego współpracowników z Uniwersytetu Centralnego Lancashire; wyniki badań zostały ogłoszone w 2013. Odkrycia dokonano dzięki analizie katalogu DR7QSO powstałego w czasie przeglądu nieba Sloan Digital Sky Survey. Odkrycie zostało określone jako największa znana struktura we Wszechświecie (od tego czasu odkryto większą strukturę, znaną jako Wielka Ściana w Herkulesie-Koronie Północnej): według ogłoszonych wyników obserwacji rozmiar Huge-LQG miał sięgać około jednej dwudziestej średnicy widzialnego Wszechświata.

## Charakterystyka
Huge-LQG zostało ocenione jako liczące 73 kwazary i mierzące około 1240 Mpc (cztery miliardy lat świetlnych) długości i pomiędzy 640 a 370 Mpc szerokości. Masa Huge-LQG została szacunkowo określona na 6,1 × 1018 M☉. Według jego odkrywców rozmiar Huge-LQG sięga około jednej dwudziestej średnicy widzialnego Wszechświata. Zgrupowanie to początkowo nazywano U1.27, gdyż jego średnie przesunięcie ku czerwieni wynosi z=1,27.
Odkrycie Huge-LQG zostało przez jego odkrywców zinterpretowane jako stojące w sprzeczności z przyjętą współcześnie zasadą kosmologiczną, która mówi, że Wszechświat dla dowolnie położonego obserwatora wygląda podobnie, a uśrednione parametry go charakteryzujące są wszędzie takie same.
Interpretacja Huge-LQG przez jego odkrywców jako jednolitej struktury jest kwestionowana przez innych badaczy. Według przeprowadzonych analiz statystycznych prawdopodobne jest, że wykryte położenie kwazarów w danym obszarze Wszechświata jest przypadkowe i nie są one ze sobą powiązane jako jednolita struktura.
Istnieją także badania, które przynajmniej częściowo potwierdzają hipotezę o jednolitej strukturze Huge-LQG. Według wyników badań ogłoszonych w 2014 istnieje bardzo silna korelacja w polaryzacji światła emitowanego przez kwazary grupy Huge-LQG, co silnie sugeruje ich wzajemne powiązanie.